# Lasioglossum inconditum
Lasioglossum inconditum är en biart som först beskrevs av Cockerell 1916.  Den ingår i släktet smalbin och familjen vägbin. Inga underarter finns listade i Catalogue of Life.

## Beskrivning
Ett slankt bi med svart huvud och mellankropp. Bakkroppen är mörkbrun med något ljusare bakkanter. Färgen på bakkropp (inklusive bakkanterna) är något mörkare hos honan. Hår beklädnaren är mycket gles till obefintlig. Undantaget är honans baklår, som har en täthårig pollenkorg att samla pollen i; dessutom har hon en hårfläck på buken med samma funktion. Kroppslängden är mellan 6 och 6,5 mm.

## Ekologi
Lasioglossum inconditum är polylektisk, den flyger till blommande växter från många familjer, som korgblommiga växter, korsblommiga växter, ärtväxter, näveväxter, linväxter och rosväxter.
Biet är en bergsart som bygger sitt bo underjordiskt. Man antar att larvbona grävs ut av en enda, följaktligen solitär, hona.

## Utbredning
Utbredningsområdet omfattar Alaska, Kanada från British Columbia till Quebec, New Brunswick, Nova Scotia och Newfoundland, norra USA från Washington, Oregon och Kalifornien till New England, New York och Massachusetts, samt västra, centrala USA från Kalifornien via Nevada och Utah till Montana, Wyoming och Colorado.